# Tangapur
Tangapur es una ciudad censal situada en el distrito de Nagarkurnool en el estado de Telangana (India). Su población es de 7704 habitantes (2011).

## Demografía
Según el censo de 2011 la población de Tangapur era de 7704 habitantes, de los cuales 3810 eran hombres y 3894 eran mujeres. Tangapur tiene una tasa media de alfabetización del 68,88%, superior a la media estatal del 67,02%: la alfabetización masculina es del 79,15%, y la alfabetización femenina del 58,78%.